# Nacionalna vojska (ZDA)
Nacionalna vojska (angleško National Army) je naziv kombinirano naborniško in prostovoljno silo, katero je ustanovil Oddelek za vojno ZDA leta 1917, za potrebe bojevanja med prvo svetovno vojno. Jedro Nacionalne vojske so tvorili pripadniki Regularne vojske (Regular Army), pri čemer so jih dopolnili s pripadniki Nacionalne garde ZDA (National Guard of the US) in naborniki. 
Zakon o selektivni službi (Selective Service Act) je tako vzpostavil temeljne smernice strukture kopenske vojske, katera je bila sestavljena iz treh delov:
- Regularne vojske, ki je bila sklicana takoj s polno vojno močjo 286.000 pripadnikov;
- Nacionalne garde, ki je bila sklicana takoj z avtorizirano močjo okoli 450.000 pripadnikov in
- Nacionalne vojske (Zakon o nacionalni obrambni (National Defense Act) jo imenuje Prostovoljna vojska (Volunteer Army)), ki bi bila sestavljena iz dveh naborov 500.000 pripadnikov (torej skupaj 1 milijona pripadnikov), pri čemer bi predsednik ZDA odločil, kdaj naj bosta izvedena nabora.

Zaradi vojnih razmer pa so se vsi trije deli med seboj popolnoma pomešali, tako da so bili lahko vojaki dodeljeni katerikoli enoti, tako da je sredi leta 1918 Oddelek za vojno ZDA spremenil oznako vseh kopenskih sil in ustanovil enotno Kopensko vojsko ZDA (United States Army). Kljub temu pa so izvirni deli polkov, brigad in divizija še vedno pripadali svojemu bivšemu delu. Tako so bile divizije Regularne vojske oštevilčene od 1 do 25, divizije Nacionalne garde od 26 do 75 in divizije Nacionalne vojske 76 in višje. Med prvo svetovno vojno so bile divizije zelo velike, saj je vsaka imela dve brigadi, vsaka z dvema polkoma, tako da je divizija imela dvanajst pehotnih polkov.
Ob svojem največjem obsegu je Nacionalna vojska imela več kot šest milijonov pripadnikov. Napredovanja znotraj Nacionalne garde so bila hitra, tako da so številni častniki v roku dveh let napredovali dvakrat ali trikrat. Tako je Dwight D. Eisenhower vstopil v Nacionalno vojsko s činom stotnika in bil ob koncu vojne podpolkovnik. Douglas MacArthur se je v dveh letih služenja v Nacionalni gardi povzpel od čina majorja do čina brigadnega generala.
Nacionalna vojska je bila razpuščena leta 1920, pri čemer so vse osebje, ki ni bilo demobilizirano in je imelo čin v sestavi Nacionalne vojske, bile vrnjene v čin Regularne vojske. George S. Patton, ki je bil polkovnik Nacionalne vojske, se je vrnil v Regularno vojsko s činom stotnika. Drugi pa so obdržali svoj medvojni čin tudi v Regularni vojski; npr. Douglas MacArthur. Tisti, ki so obdržali svoj medvojni čan, pa so ga po navadi na tem činu obstali za večje število let, zaradi česar je v obdobju med svetovnima vojnama vojaško službo zapustilo veliko nadarjenih častnikov.